# John Le Boutillier
Pour les articles homonymes, voir Le Boutillier.
John Le Boutillier (23 avril 1797 – 31 juillet 1872) est un homme d'affaires et un homme politique québécois.

## Biographie

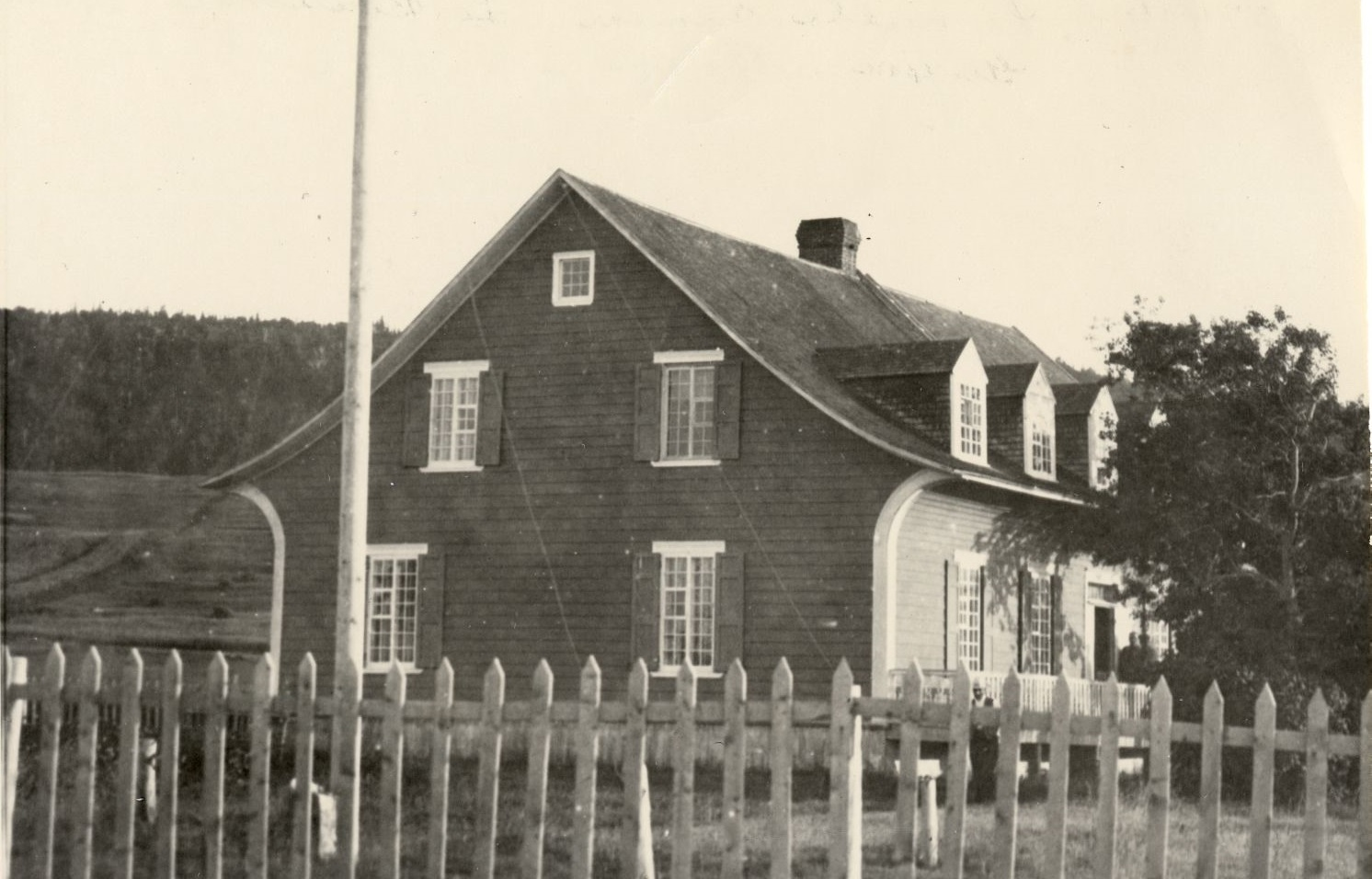
Sa maison à Gaspé

John Le Boutillier est né à Jersey en 1797 et vient en Gaspésie vers 1815 comme employé de Charles Robin. En 1830, il ouvre sa propre entreprise d'exportation de morue séchée à Gaspé.
Il représente la circonscription de Gaspé à la Chambre d'assemblée du Bas-Canada de 1833 à 1838, celle de Bonaventure de 1844 à 1847 et de Gaspé de 1854 à 1867 à l'Assemblée législative de la province du Canada. Le Boutillier vote contre les 92 résolutions. En 1867, il est nommé au Conseil législatif du Québec pour la division du Golfe et sert jusqu'à sa mort à Gaspé en 1872 à l'âge de 75 ans.
Sa compagnie, qui a grossi jusqu'à 2 500 employés, 12 navires et 169 bateaux de pêche, est acquise par la compagnie de Charles Robin après sa mort.

## Hommage
Le Manoir Le Boutillier, à Gaspé, rappelle son nom,.